# Округ Ајдахо (Ајдахо)
Ајдахо (енгл. Idaho County) је округ у америчкој савезној држави Ајдахо.

## Демографија
По попису из 2010. године број становника је 16.267, што је 756 (4,9%) становника више него 2000. године.
| Група             | 2000.          | 2010.          |
| Белци             | 14.491 (93,4%) | 15.028 (92,4%) |
| Афроамериканци    | 13 (0,1%)      | 42 (0,3%)      |
| Азијати           | 40 (0,3%)      | 68 (0,4%)      |
| Хиспаноамериканци | 243 (1,6%)     | 421 (2,6%)     |
| Укупно            | 15.511         | 16.267         |